# Dan Abnett
Dan Abnett, född 12 oktober 1965, är en brittisk författare, främst till serietidningar samt romaner med spelanknytning. Han studerade på St Edmund Hall, University of Oxford.
Abnett har främst arbetat för 2000 AD och Marvel Comics sedan tidigt 1990-tal, men han har även bidragit till DC Comics. För Games Workshops Black Library har han skrivet flera dussin böcker och seriemagasin som utspelas i världarna till figurspelen Warhammer Fantasy Battle och Warhammer 40,000.